# 第三季超級籃球聯賽季後賽
SBL第三季季後賽，這一季的季後賽採五戰三勝制，率先拿到三勝的球隊，將挺進冠賽。第一輪賽事由臺灣銀行出戰裕隆恐龍，另一場賽事由台灣啤酒出戰達欣工程，最終由裕隆恐龍3比1擊敗台灣銀行，台灣啤酒在兩連敗逆境下最後三連勝大逆轉擊敗達欣工程。

## 季後賽
| 4月21日 18:30 |

|  |

| 台灣啤酒 73–96 達欣工程 |

| 4月21日 20:30 |

|  |

| 裕隆恐龍 83–77 臺灣銀行 |

| 4月22日 17:00 |

|  |

| 達欣工程 91–89 台灣啤酒 |

| 4月22日 19:00 |

|  |

| 臺灣銀行 82–87 裕隆恐龍 |

| 4月23日 17:00 |

|  |

| 台灣啤酒 65–62 達欣工程 |

| 4月23日 19:00 |

|  |

| 裕隆恐龍 97–98 臺灣銀行 |

| 4月26日 18:30 |

|  |

| 達欣工程 73–82 台灣啤酒 |

| 4月26日 20:30 |

|  |

| 臺灣銀行 102–107 裕隆恐龍（3OT） |

| 4月27日 19:00 |

|  |

| 台灣啤酒 90–77 達欣工程 |